# Frederik Hendrikkazerne (Vught)

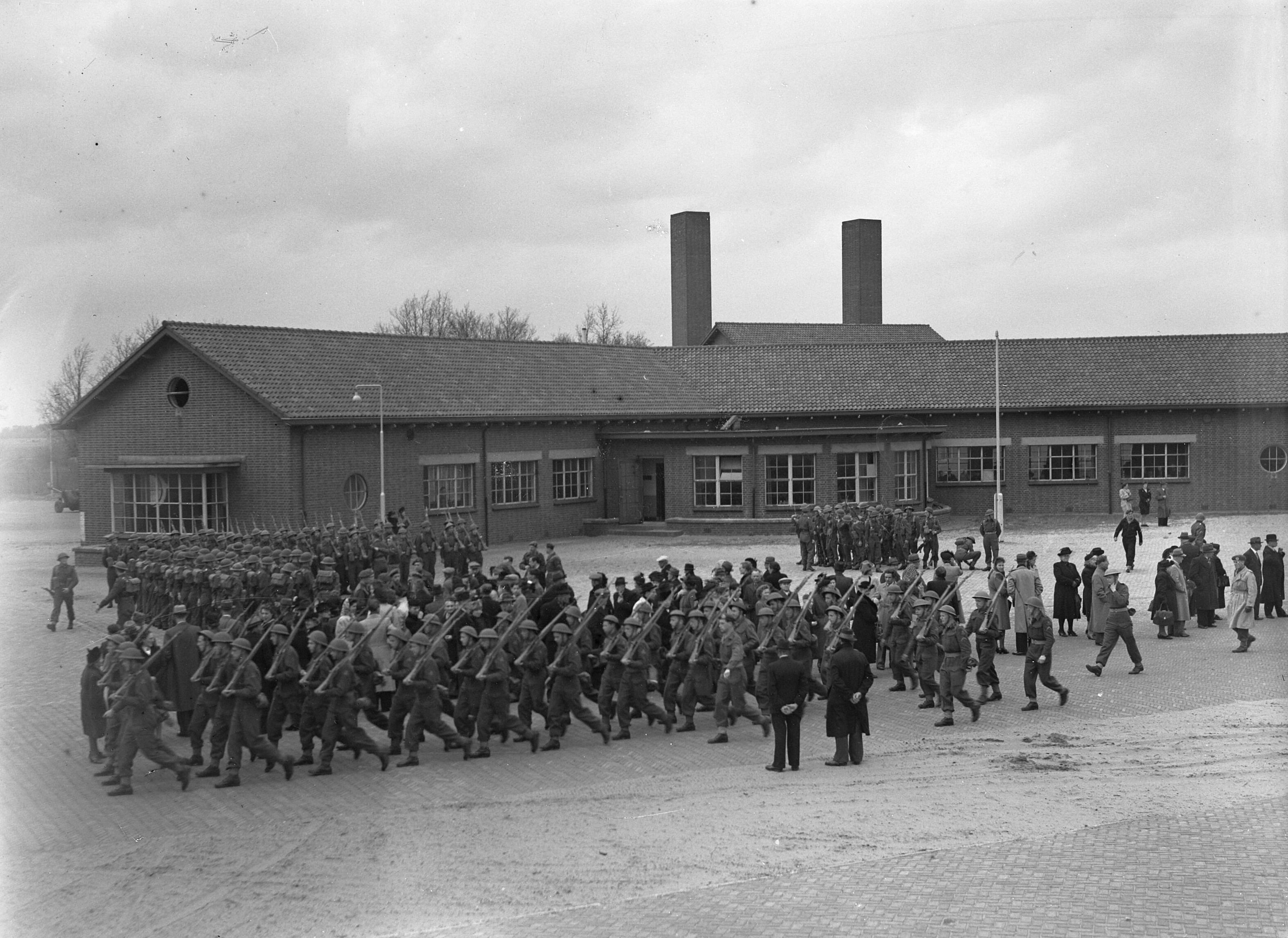
De kazerne in 1948

De Frederik Hendrikkazerne is een voormalige kazerne te Vught die gelegen was aan de Loyolalaan.
Deze kazerne heeft als zodanig bestaan van 1936 tot 2004. Hier was onder meer het SOKG (School voor Reserve-Officieren en Kader Genie) van de Genie gehuisvest.
Het terrein van de Frederik Hendrikkazerne aan de Loyolalaan huisvestte tijdens de Tweede Wereldoorlog de gebouwen de SS Polizei Panzerjäger Ersatzkompagnie (1942) en vanaf 1943 de Landwacht, Landstorm Nederland en Jeugdstorm.
Op het terrein staan verschillende monumenten onder andere voor de Stoottroepen, de deelnemers aan de zogeheten politionele acties, en de Genie.
In 2008 was er nog een open dag waarna de kazernegebouwen, op een aantal objecten na, gesloopt werden om plaats te maken voor woningbouw, onder de naam Stadhouderspark. De behouden, cultuurhistorisch van belang zijnde objecten werden geïntegreerd in het woningbouwgebied.